# ファイアーエムブレム 紋章の謎 (OVA)
『ファイアーエムブレム 紋章の謎』（ファイアーエムブレム もんしょうのなぞ）は、1996年にケイエスエスよりVHS及びLDで発売されたOVA。

## 概要
2巻まで発売され、その後の制作は「作品の人気次第で続行の可否を決める」としていたが、結局制作は中断となり、未完の作品となっている。
任天堂より発売された同タイトルのスーパーファミコン用ゲームソフト『ファイアーエムブレム 紋章の謎』が原作で、第1部・暗黒戦争編より序盤のMAP1「マルスの旅立ち」からMAP3「デビルマウンテン」までのストーリーが展開される。
北米ではADV Films社が発売。なお、原作となるゲームは北米未発売であるが『大乱闘スマッシュブラザーズシリーズ』の海外版には、日本版と同様に本作の主人公・マルスが登場し、声優も緑川光がそのまま起用されている。
『幻影異聞録♯FE』では、緑川、子安武人、小杉十郎太が同じキャラクターで出演している。その中でマルス役 と、ナバール役は決め打ちによる選考をしたと、任天堂・安藤佳織の公言があった。『ファイアーエムブレムヒーローズ』では前記の3名に加え、島本須美もエリス役に再起用されている。

## ストーリー
ゲームの第1作「暗黒竜と光の剣」のストーリーを参照。

## キャラクター

### 主なキャラクター
マルス
声 - 緑川光 / 折笠愛（少年時代）
アリティア王国の王子。ドルーア帝国からアリティア城陥落時に姉・エリスの転移の魔法で騎士ジェイガンと共に難を逃がれ、タリス王国へ亡命する。王女・シーダからガルダの海賊の奇襲でタリス王国が窮地に落ちた時、アリティア騎士団を引き連れて、自身も馬に乗ってタリス奪還へ挑む。無害の動物や戦う気力のない敵の殺傷を好まず子供の頃は狩りで傷つけた動物に対して涙を流して仕留めることなく逃げ出し、父・コーネリアスから激怒されるほど気が優しい。タリスの亡命時にはシーダと共に行動することもあった。本編中の台詞によれば、フルネームは「マルス・ローウェル」。
エリス
声 - 島本須美
アリティア王国の王女。マルスの姉。マルスとジェイガンを逃すために転移の魔法で亡命させたが、エリス自身の以後は全くない。回想時にマルスが狩りで傷つけた動物に対して優しく接している。オリジナルには無い髪に丸玉の長いアクセサリーをしている。アリティア城陥落脱出時に、自身のティアラを「お守り」として、マルスに渡していた。
コーネリアス
声 - 大塚明夫
アリティア王国の国王。神剣・ファルシオンを持ってドルーア帝国の戦いに挑むが、暗黒司祭・ガーネフの暗黒魔法で絶命する。過去に狩りで動物を仕留めなかったマルスに対して鉄拳制裁を加えて激怒している。
ガーネフ
声 - 青野武
ドルーア帝国の暗黒司祭。封印されていた暗黒竜・メディウスを蘇らせてドルーア帝国を興し、神剣ファルシオンをマルスの父コーネリアスの命を奪った際に奪取、アカネイア大陸全土の制覇に乗り出す。コーネリアスを倒した人物。
シーダ
声 - 丹下桜
タリス王国の王女。天馬に乗れる騎士でもある。吟遊詩人の英雄・アンリの歌にうっとりしたり、マルスを元気付けようと城へ料理をふるう反面、傷の手当ても出来る。タリス奪還時には自身も戦うが、ガザックに連れ去られる父王に気を取られた上に囚われてしまった。ライナーツノートでは天馬の名前は「エルカイト」と言う設定になっている。
ジェイガン
声 - 加藤精三
アリティア王国の老騎士。アリティア城陥落時に姉・エリスの転移の魔法でマルスと共に難を逃がれた。以降は王子と共に行動している。
カイン
声 - 檜山修之
アリティア騎士団のソシアルナイト。「猛牛」の異名を持つ。
アベル
声 - 置鮎龍太郎
アリティア騎士団のソシアルナイト。「黒豹」の異名を持つ。
ドーガ
声 - 川津泰彦
アリティア騎士団のアーマーナイト。戦場では、その巨体以上に大きな存在感で敵を威圧する。
ゴードン
声 - 石田彰
アリティア騎士団のアーチャー。弓の腕は、まだまだ半人前。
バーツ
声 - 高木渉
オグマ
声 - 小杉十郎太
タリス王国の傭兵隊長。無敗を誇る奴隷剣闘士であったが、反乱の首謀者として処刑されそうになったところをシーダの命乞いによって解放され、以後タリス王家に忠誠を誓う。
ジュリアン
声 - 山口勝平
デビルマウンテンの山賊・サムシアンの団員だったが団に捕らわれていたシスター・レナを解放し、共に逃亡する。
レナ
声 - 根谷美智子
マケドニアの貴族出身だが王子の求婚を拒み出家したシスター。旅の途中、サムシアンに捕らわれるがジュリアンによって解放され、逃亡する。
ナバール
声 - 子安武人
サムシアンに用心棒として雇われている凄腕の剣士。真紅に染まった二本の剣を自在に操ることから「紅の剣士」と呼ばれ、恐れられている。
モスティン
声 - 塚田正昭
タリス王。シーダの父。
ガザック
声 - 梁田清之
タリスを襲った海賊の首領。
ハイマン
声 - 石井康嗣
サムシアンの首領。シーダの説得によりアリティア軍に寝返ったナバールを後ろから斧で切りつけるも、返り討ちに遭い倒された。

### オリジナルキャラクター
ベクト
声 - 阪脩
ガルダの長。
闘技場の元締め
声 - 飯塚昭三
闘技場の元締めを務めており、裏では奴隷商売を行っている。性格は原作の元締めと変わらないが、姿は原作と異なる（原作ではスキンヘッドで眼帯を着用した強面の男）。レナを売ろうとするがナバールに襲われ、金で命乞いをするも斬殺される。
吟遊詩人
声 - 銀河万丈
タリス王国で、アンリ・サーガを歌う人物。

## スタッフ
- 監督・絵コンテ - 三沢伸
- キャラクターデザイン - もりやまゆうじ
- 脚本 - 黒田洋介
- 演出 - 坂田純一（1巻）、三沢伸（2巻）
- 作画監督 - もりやまゆうじ（1巻）、大島康弘（2巻）
- 美術監督 - 小倉一男
- 撮影監督 - 安津畑隆
- 音響監督 - 田中一也
- 音楽 - 神津裕之
  - アニメーションサウンドトラック/KSSレコード（JSCA-29031）
  - 一部原曲：辻横由佳（ファイアーエムブレム 紋章の謎より）
- 協力 - 任天堂・インテリジェントシステムズ・加賀昭三
- プロデューサー - 望月正雄
- 制作プロデューサー - 榎本歩光
- アニメーション制作 - スタジオファンタジア
- 製作・発売 - ケイエスエス
- 販売 - 日本ソフトシステム

## 商品情報
第1巻「アリティアの王子」
- 発売日：1996年1月26日
- 商品番号：JSVA-22757（VHS） JSLA-22757（LD）
- 総収録時間：30分

第2巻「紅の剣士」
- 発売日：1996年4月26日
- 商品番号：JSVA-22758（VHS） JSLA-22758（LD）
- 総収録時間：30分

※レンタルビデオ版「R-1」（VHSのみ）は第1巻と第2巻の合本（総収録時間：60分）。

### サウンドトラック
ファイアーエムブレム 紋章の謎 アニメーション・サウンド・トラックは日本の『ファイアーエムブレム 紋章の謎』から派生した『オリジナルビデオアニメ ファイアーエムブレム 紋章の謎』の音楽CDである。

#### 解説
派生ではあるが『ファイアーエムブレム 紋章の謎』セカンドCDアルバムであり、神津裕之によるアレンジアニメサントラCDである。使用楽曲の一部は『紋章の謎』と『暗黒戦争編』の元になったオリジナルゲーム『ファイアーエムブレム 暗黒竜と光の剣』を使用している。
25曲目の「暗黒竜と光の剣」は声優・銀河万丈によるヴォーカルソングであり、マルスの祖先である、英雄・アンリによる暗黒竜との戦いの伝説を吟遊詩人が短く歌うシーンに起用したものを収録している。
ジャケットは『OVA版』のマルス、シーダ、オグマ、カイン、アベル、ゴードン、ジェイガンの躍動系の集合写真タイプになっている。
今作品で『紋章の謎』の音楽CDは最後となっている。

#### 収録曲
1. ファイアーエムブレム～誓いの紋章～[7]
2. 解放への序曲
3. 心、重ね、二人
4. ガルダの気勢
5. 復讐という名の侵略
6. 英雄戦争
7. 動乱の世界の中で
8. 別れは深く、悲しみは深く
9. オグマ、剛なる剣
10. お願い、タリスを助けて!
11. 想いは胸に秘め、眼差しで愛を語る
12. レイピアの輝きを胸に
13. 暗黒の司祭
14. 我はアカネイアの盾
15. 流転する運命
16. 命尽きるなら二人で
17. アリティアの旗に集え
18. 聖なるものへ捧ぐ唱歌
19. 二年間の沈黙と決意
20. 一時の安息
21. 闇に隷属する人々
22. 自由を勝ち取ること
23. 眩しくて見えない
24. 追われるべき者
25. 暗黒竜と光の剣（歌：銀河万丈）

## その他の話題
OVAのライナーツノーツにてシーダの天馬の名前が「エルカイト」、ナバールの戦う形状が「二刀流」になっている。また、オリジナルゲームには無いマルスが馬に騎乗して戦うシーンもある。これは、角川書店の佐野真砂輝&わたなべ京著の漫画『ファイアーエムブレム』の設定と同じである。
本作の主人公・マルスの声優は、現在は廃刊となった『ファミリーコンピュータMagazine』で行われていた人気投票によって緑川光に決まったという経緯がある。
NTT出版発行の『ファイアーエムブレム・ザ・コンプリート』では、マルス役の緑川光、シーダ役の丹下桜、オグマ役の小杉十郎太、ナバール役の子安武人がインタビューに登場した。オグマを演じた小杉は「表情あまり出て来ないオグマの過去を台詞と通して表現しようと演じました」と述べていた。子安は「ニヒルで無駄な言葉は話さないナバールみたいになれたらカッコ良いですよね」と述べていた。